# Свечников, Андрей Игоревич
Андрей Игоревич Свечников (род. 26 марта 2000, Барнаул) — российский хоккеист, нападающий команды НХЛ «Каролина Харрикейнз». На драфте НХЛ 2018 года был выбран под общим 2-м номером. Младший брат хоккеиста Евгения Свечникова.

## Биография
Свечников родом из Барнаула, но его семья переезжала дважды. Сначала занимался в «Олимпийце» (Балашиха), с 2010 года — в «Ак Барсе» Казань. В 2016 году вместе с матерью переехал в Маскигон, Мичиган, США.
Начал юниорскую карьеру в Северной Америке в «Маскигон Ламберджэкс» в USHL. Подписал контракт в мае 2016 года, отчасти из-за близости к команде его брата в АХЛ, который выступает в команде «Гранд-Рапидс Гриффинс». Имел непосредственный успех с «дровосеками», став лучшим бомбардиром команды и занял шестое место в лиге. Вошёл в символическую сборную All-USHL, а Хоккейная лига США объявила его новичком года.
Был выбран под первым номером импорт-драфта CHL клубом «Бэрри Кольтс» в 2017 году. «Он доминировал в USHL, когда ему было 16 лет», — сказал Дэвид Грегори из Центрального скаутского бюро НХЛ. «Он просто очень хорошо пользуется своими навыками катания, навыками игры с шайбой, хоккейным чутьем. Он является кандидатом на № 1 в оценочном рейтинге в следующем году».
На юниорский чемпионат мира проходивший в Челябинске и Магнитогорске не поехал по причине травмы.
В сезоне 2017/18 выиграл приз «Эммс Фэмили Эворд», вручаемый лучшему новичку года в Хоккейной лиге Онтарио, а также был назван самым перспективным игроком Канадской хоккейной лиги. По окончании этого сезона Центральное скаутское бюро НХЛ поставило Андрея на 1-е место в рейтинг среди полевых игроков, выступающих в лигах Северной Америки. На драфте НХЛ 2018 года был выбран в первом раунде под общим 2-м номером клубом «Каролина Харрикейнз» (раньше Андрея был выбран только шведский защитник Расмус Далин). 30 июня 2018 года подписал 3-летний контракт новичка с «Каролиной».
Дебютировал в НХЛ 4 октября 2018 года в матче против «Нью-Йорк Айлендерс», в котором провёл на льду 11:48 и очков набрать не сумел. На следующий день в матче против «Коламбус Блю Джекетс», набрал своё первое очко в НХЛ, отдав голевую передачу на Джордана Мартинука. 7 октября 2018 года забросил первую шайбу в НХЛ, поразив ворота «Нью-Йорк Рейнджерс», также сделал результативную передачу и был признан первой звездой матча. 29 октября 2019 года стал первым игроком НХЛ, забившим гол в стиле лакросс. 17 декабря забил аналогичный гол в игре против «Виннипег Джетс». В регулярном сезоне 2019/20, выступая в первой тройке с финнами Себастьяном Ахо и Теуво Терявяйненом, стал одним из лидеров нападения «Харрикейнз», набрав 61 очко (24+37) в 68 матчах.
3 августа 2020 года в матче против «Нью-Йорк Рейнджерс» забросил 3 шайбы и стал первым игроком в истории «Каролины», оформившим хет-трик в матче плей-офф.
20 октября 2022 года сделал хет-трик в матче против «Эдмонтон Ойлерз» (4:6), совершив 7 бросков по воротам. В двух из трёх голов ассистентом был финн Себастьян Ахо. 10 ноября 2022 года сделал ещё один хет-трик в ворота «Эдмонтон Ойлерз» (7:2), забросив по шайбе в каждом из периодов и совершив всего 4 броска по воротам. Третья шайба в этом матче стала для Свечникова 100-й в регулярных сезонах НХЛ в 297 матчах.
28 декабря 2023 года сделал хет-трик в ворота «Монреаль Канадиенс» (5:3), последняя шайба была заброшена в пустые ворота. До этой игры в 20 матчах сезона отличился только трижды.
27 апреля 2025 года сделал хет-трик в ворота «Нью-Джерси» в матче первого раунда Кубка Стэнли (5:2). Свечников повторил рекорд среди российских хоккеистов по хет-трикам за карьеру в плей-офф, также по два хет-трика на счету Евгения Малкина и Владимира Тарасенко.

## Статистика
| Легенда | Легенда                    | Легенда | Легенда                   | Легенда | Легенда    |
| ------- | -------------------------- | ------- | ------------------------- | ------- | ---------- |
| И       | Количество проведённых игр | Штр     | Штрафное время            | +/−     | Плюс-минус |
| Г       | Голы                       | П       | Голевые передачи          | О       | Очки       |
| -       | Статистика неизвестна      | —       | Статистика не учитывалась |         |            |